# Bin el-Ouidane
Pour le barrage, voir Barrage Bin El Ouidane.
Bin El Ouidane (en arabe : بين الويدان) est une commune rurale de la province d'Azilal, dans la région administrative Béni Mellal-Khénifra.

## Toponymie
Son nom signifie « entre deux rivières »[réf. souhaitée]. Ces deux rivièes sont l'oued Ahensal et l'oued El Abid.

## Démographie
Selon les derniers recensements, sa population était de 6 098 habitants en 1994, de 5 721 en 2004 et de 5 421 en 2014.

## Personnalités liées
- Dominique Tron (né en 1950), écrivain, musicien, chorégraphe et peintre français.

André Guillebaud (1900-1992) Ingénieur en chef de la construction du barrage - Directeur d'Exploitation à l'EEM Energie Electrique du Maroc